# لیوینگستون ویلر (نیومکزیکو)
لیوینگستون ویلر (به انگلیسی: Livingston Wheeler) یک منطقهٔ مسکونی در ایالات متحده آمریکا است که در شهرستان ادی، نیومکزیکو واقع شده‌است. لیوینگستون ویلر ۶۰۹ نفر جمعیت دارد و ۹۴۶٫۱۱ متر بالاتر از سطح دریا واقع شده‌است.